# Шамора (альбом)
Ша́мора — двойной альбом российской рок-группы «Мумий Тролль», выпущенный 5 августа 1998 года, состоящий из перезаписанных ранних песен группы.

## Об альбоме
Шамора — одна из бухт Владивостока — города, в котором Илья Лагутенко проживал в детстве. Пластинка состоит из перезаписанных старых песен группы, созданных в 1983—1990-х годах, и впервые записанных на таких магнитоальбомах, как «Новая луна апреля» 1985 года, «Делай Ю-Ю» 1990 года, демозаписях «Сайонара» 1986—1987 гг. или исполнявшихся только на концертах.
При перезаписи песни приобрели более «ро́ковое» звучание. Для записи наиболее ранних вещей, чтобы имитировать мальчишеский голос, Илья Лагутенко использовал запись голоса в ускоренном режиме.
Андрей Бухарин, автор рецензии в журнале «Ом», относит к наиболее удачным песням альбома «Алло, попс!», а к наиболее неудачным — «Девушек эмансипэ», которую он назвал вульгарной, и «Мальчика-солдата», которого счёл чересчур пафосным.
По словам Лагутенко, в альбом не попало с десяток песен, написанных в период с 1983 по 1990 годы. Прежде всего, это часть песен с магнитоальбома «Новая луна апреля» («Лыжи», «Ветер», «Ещё пока…», «Небесный человек», «Ночь прекраснее дня»), композиция «С новым годом, Крошка!», написанная Ильёй во время службы в армии; песня «Ты Крест» 1983 года и т. д. По его словам, все эти песни потеряли актуальность, либо стали неинтересными.

## Список композиций
| №                   | Название             | Длительность |
| ------------------- | -------------------- | ------------ |
| 1.                  | «Алло, попс!»        | 2:16         |
| 2.                  | «Ультиматум»         | 3:42         |
| 3.                  | «Новая луна апреля»  | 2:59         |
| 4.                  | «Кассетный мальчик»  | 3:52         |
| 5.                  | «Инопланетный гость» | 3:51         |
| 6.                  | «Девушки эмансипэ»   | 2:31         |
| 7.                  | «Вечерний чай»       | 3:42         |
| 8.                  | «Бит бум»            | 2:17         |
| 9.                  | «Лунные девицы»      | 3:28         |
| 10.                 | «Парк»               | 2:37         |
| 11.                 | «Сайонара диска»     | 3:47         |
| 12.                 | «Чёрная дыра»        | 3:49         |
| Общая длительность: | Общая длительность:  | 38:51        |

| №                   | Название                                                  | Длительность |
| ------------------- | --------------------------------------------------------- | ------------ |
| 1.                  | «В думах о девушке из города центрального подчинения КНР» | 3:03         |
| 2.                  | «Делай меня точно»                                        | 2:59         |
| 3.                  | «Так страшно»                                             | 3:51         |
| 4.                  | «Всецело всем»                                            | 3:53         |
| 5.                  | «Мальчик-солдат»                                          | 4:35         |
| 6.                  | «Воспитанник упавшей звезды»                              | 4:30         |
| 7.                  | «Ложись, подполковник!»                                   | 3:12         |
| 8.                  | «Делай Ю-Ю»                                               | 3:45         |
| 9.                  | «Блудливые коты»                                          | 3:26         |
| 10.                 | «Посиделки-подгляделки»                                   | 3:32         |
| 11.                 | «Далеко»                                                  | 5:12         |
| 12.                 | «Эхом гонга»                                              | 4:25         |
| Общая длительность: | Общая длительность:                                       | 43:24        |